# کن وارک
کن وارک (انگلیسی: Ken Wark؛ زادهٔ ۳ اوت ۱۹۶۱) ورزشکار هاکی روی چمن اهل استرالیا است.
وی در مسابقات کشوری و بین‌المللی در مجموع برندهٔ ۱ مدال نقره، ۱ مدال برنز شده‌است.